# جنان (حفاش)

تعديل مصدري - تعديل

جنان هي إحدى قرى عزلة بني أسعد بمديرية حفاش التابعة لمحافظة المحويت، بلغ تعداد سكانها 361 نسمة حسب تعداد اليمن لعام 2004.